# Audrey Brown
Audrey Brown, född 24 maj 1913 i Bankura i Västbengalen, död 11 juni 2005 i Manchester, var en brittisk friidrottare.
Brown blev olympisk silvermedaljör på 4 x 100 meter vid sommarspelen 1936 i Berlin.